# Diocèse de Gozo
Le diocèse de Gozo (en latin : dioecesis Gaudisiensis ; en maltais : djoċesi ta' Għawdex ; en anglais : diocese of Gozo) est une Église particulière de l'Église catholique en république de Malte.
Érigé en 1864, son siège est à Rabat, sur l'île de Gozo.
Depuis 1944, il est suffragant de l'archidiocèse métropolitain de Malte, qui couvre le reste de l'archipel maltais.
Depuis novembre 2019, Anthony Teuma (it) est l'évêque diocésain de Gozo.

## Territoire
Le diocèse de Gozo couvre la région de Gozo (en maltais : reġjun ta' Għawdex).
Il comprend l'île de Gozo (Għawdex) ainsi que les deux îles de Comino (Kemmuna) et  Cominotto (Kemmunett) qui dépendent, toutes deux, de la municipalité de Għajnsielem, située dans l'île de Gozo.

## Histoire
La création d'un diocèse à Gozo est demandé dès le 30 octobre 1798 par Saverio Cassar, alors archiprêtre de la paroisse de l'île et gouverneur de la provisoire Nazione Gozitana. La paroisse est finalement érigée en diocèse le 22 septembre 1864, par la constitution apostolique Singulari amore du pape Pie IX. Exempt, il relève immédiatement du Saint-Siège.
Le 1er septembre 1944, le diocèse de Malte est élevé au rang d'archidiocèse métropolitain avec, pour unique suffragant, le diocèse de Gozo.

## Cathédrale et basiliques mineures
La cathédrale de Rabat, dédiée à l'Assomption de sainte Marie, est la cathédrale du diocèse.
Les quatre basiliques mineures du diocèse sont :
- la basilique Saints-Pierre-et-Paul de Nadur, église paroissiale et collégiale, basilique mineure depuis le 26 juin 1967[3] ;
- la basilique de la Nativité de la Saint Vierge, à Xagħra, église paroissiale et collégiale, basilique mineure depuis le 26 août 1967[4] ;
- la basilique Saint-Georges de Rabat, église paroissiale et collégiale, basilique mineure depuis le 8 décembre 1976[5] ;
- la basilique du sanctuaire de la Sainte-Vierge de Ta’ Pinu, à Għarb, basilique mineure depuis le 10 août 1932[6].

## Évêques
Cette liste des évêques de Gozo donne les noms des ordinaires du diocèse de Gozo, :
- Michael Franciscus Buttigieg (en) (22 septembre 1864 - 12 juillet 1866, décès)
  - Paolo Micallef (en) (21 octobre 1866 - mai 1867) administrator pro tempore
- Antonius Grech Delicata Testaferrata (en) (24 septembre 1868 - 31 décembre 1876, décès)
- Pietro Pace (en) (12 mars 1877 - 10 février 1889) nommé évêque de Malte
- Giovanni Maria Camilleri (en), O.S.A. (11 février 1889 - 21 janvier 1924)
- Mikiel Gonzi (en) (13 juin 1924 - 14 Oct 1943) nommé évêque de Malte
- Giuseppe Pace (en) (1er novembre 1944 - 31 mars 1972, décès)
  - Nikol Cauchi (mt) (22 mars 1972 - 20 juillet 1972) administrator pro tempore
- Nikol Cauchi (mt) (20 juillet 1972 - 26 novembre 2005)
- Mario Grech (26 novembre 2005 - 2 octobre 2019)
- Anthony Teuma (it) (17 juin 2020 - actuel)